# Plaza Mayor (Madrid)

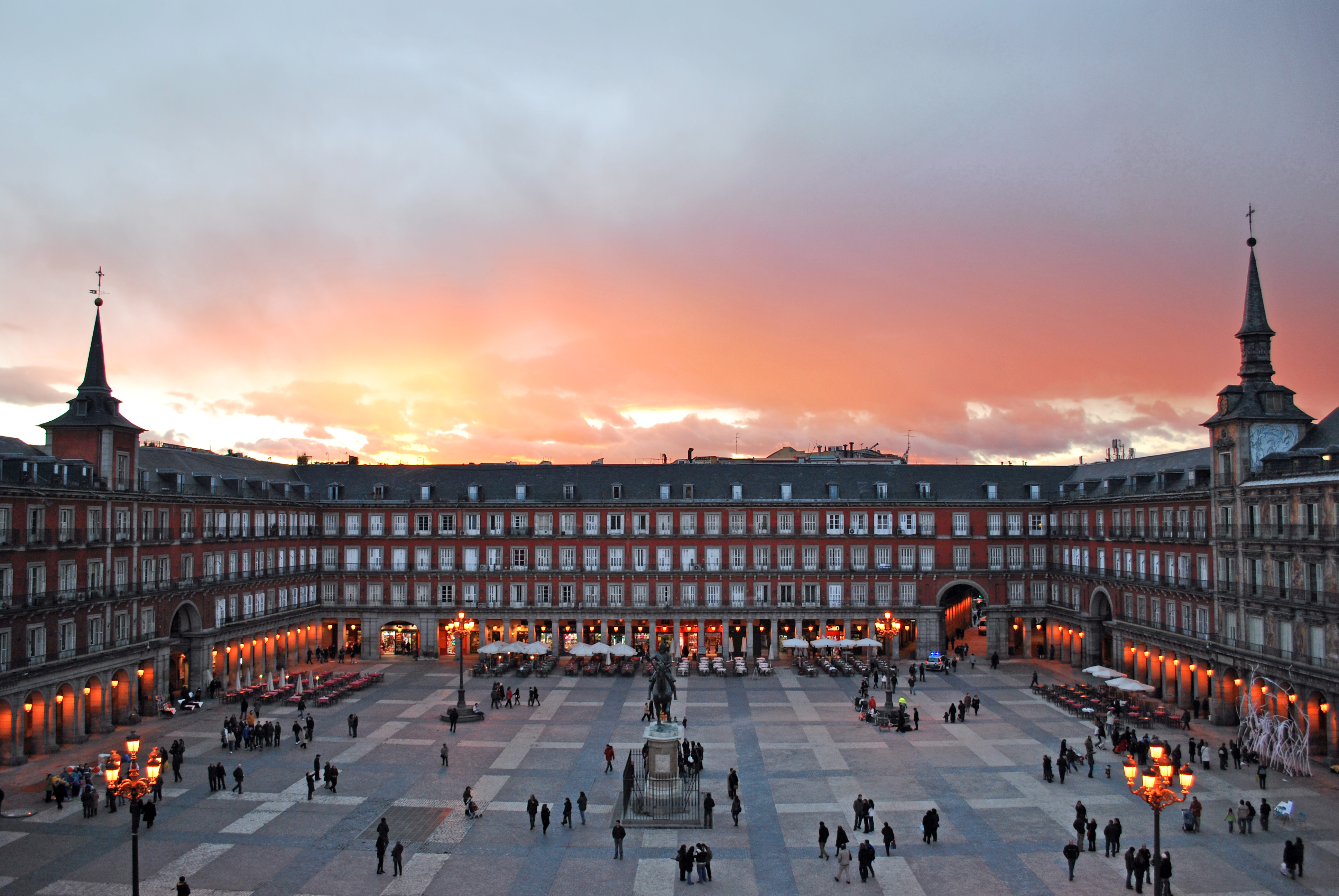
Plaza Mayor

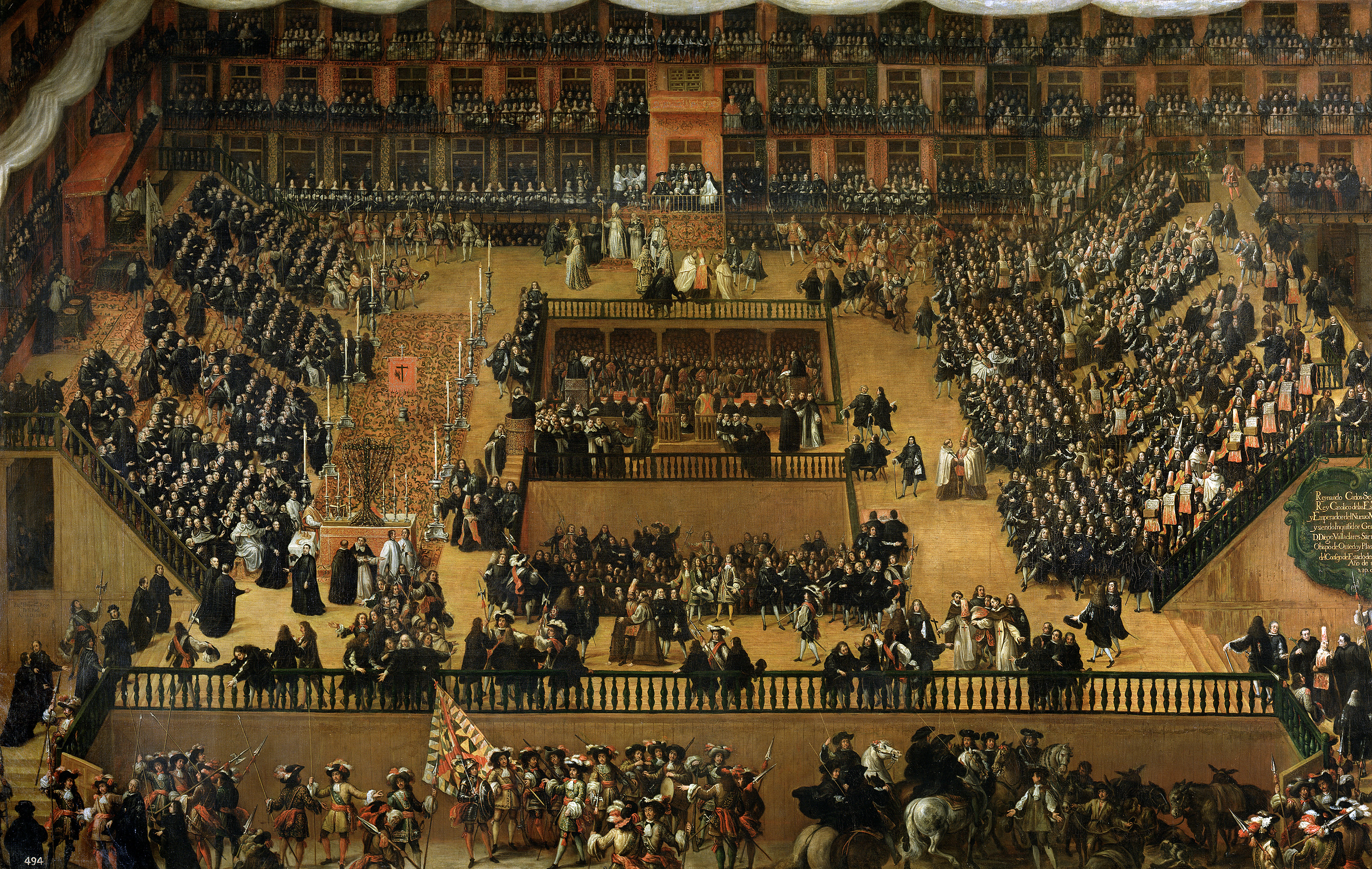
Een Auto-da-Fe op de Grote Markt van Madrid

Het Plaza Mayor (Groot Plein) is aangelegd tijdens de Habsburgse periode en is een centraal gelegen plein in de stad Madrid, Spanje. Het ligt enkele honderden meters van een ander markant plein, de Puerta del Sol. Het Plaza Mayor is rechthoekig van vorm en meet 129 bij 94 meter, en wordt omringd door woonhuizen van 4 verdiepingen met 237 balkons met uitzicht op het plein. Er komen in negen wegen uit op het plein. Het Casa de la Panadería, waar gemeenschappelijke en culturele activiteiten plaatsvinden, is een belangrijk ijkpunt op het plein.

## Geschiedenis
De geschiedenis van het plein gaat terug tot 1576 toen Filips I aan Juan de Herrera, een bekende klassieke architect, vroeg om een plan te maken om de drukke, wat chaotische buurt rondom het oude Plaza del Arrabal te herstructureren. Hoewel Juan de Herrera in 1560 al de eerste tekeningen presenteerde, begon de aanleg niet eerder dan in 1617, tijdens de heerschappij van Filips III. De koning vroeg Juan Gomez de Mora het project voort te zetten, en hij maakte de karakteristieke portieken in 1619. Desalniettemin is het Plaza Mayor zoals het eruitziet het werk van de architect Juan de Villanueva die de opdracht tot herbouw kreeg in 1790, na een serie grote branden. Giambologna's ruiterbeeld van Filips III stamt uit 1616 maar is pas in 1848 midden op het plein geposteerd.

## Naamgeving
Het plein is in de loop der jaren regelmatig van naam veranderd. Oorspronkelijk heette het "Plaza del Arrabal" maar stond bekend als "Plaza Mayor".
In 1812, na een decreet dat alle belangrijke pleinen in Spanje "Plaza de la Constitución" moesten worden genoemd, ter ere van de Spaanse Constitutie van 1812, kreeg dit plein in Madrid voortaan die naam. Het plein had deze naam totdat in 1814 de koning terugkeerde en het plein de naam "Plaza Real" kreeg. Het plein werd gedurende drie periodes kort daarna, namelijk van 1820 tot 1823, van 1833 tot 1835, en van 1840 tot 1843 weer omgedoopt in "Plaza de la Constitución".
In 1873 veranderde de naam naar "Plaza de la República", en toen weer terug naar "Plaza de la Constitución" vanaf de periode van Alfonso XII in 1876 tot het dictatorschap van Primo de Rivera in 1922. Een proclamatie van de Tweede Spaanse Republiek bepaalde dat het plein "Plaza de la Constitución" zou heten, wat zo bleef tot het einde van de Spaanse Burgeroorlog, waarna het plein werd hernoemd in de huidige naam: "Plaza Mayor".

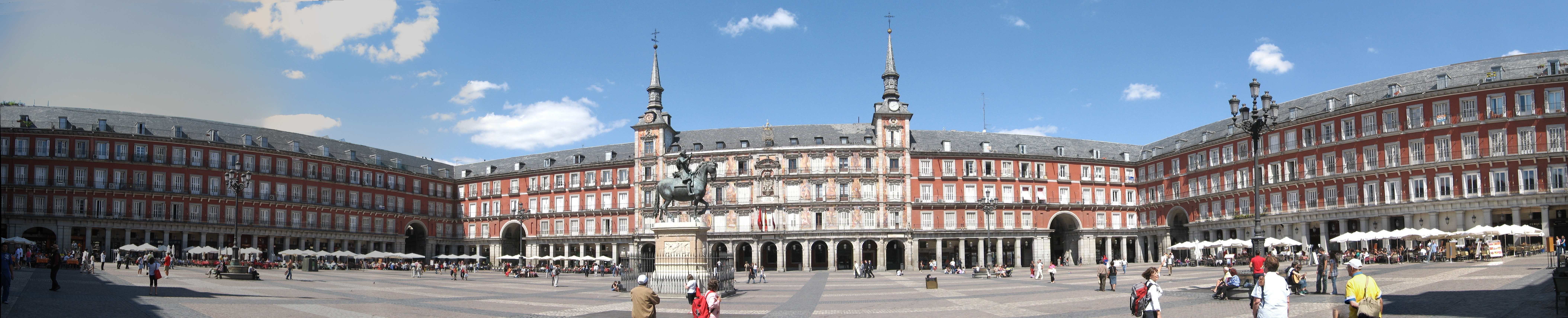
Drie zijden van de Plaza Mayor

## Gebruik
Het Plaza Mayor is de locatie geweest van vele verschillende activiteiten, zoals markten, stierenvechten, voetbalwedstrijden en publieke executies. Het Plaza Mayor heeft een cirkel oude en traditionele winkels en cafés onder de galerijen. De feesten ter ere van Isidorus van Madrid, de beschermheilige van de stad, worden hier ook gehouden. De Plaza Mayor is een toeristische attractie, waar honderdduizenden toeristen per jaar komen.

## Standbeeld
Er staat een bronzen beeld van koning Filips III midden op het plein, dat in 1616 werd vervaardigd door Jean Boulogne en Pietro Tacca.